# Iúçufe ibne Abi Alçaje
Iúçufe ibne Abi Alçaje (Yusuf ibn Abi'l Saj; m. 928) foi um emir sájida do Azerbaijão de 901 até sua morte. Ascendeu ao poder com a deposição de seu sobrinho Deudade ibne Maomé

## Vida

### Guerras com armênios e georgianos

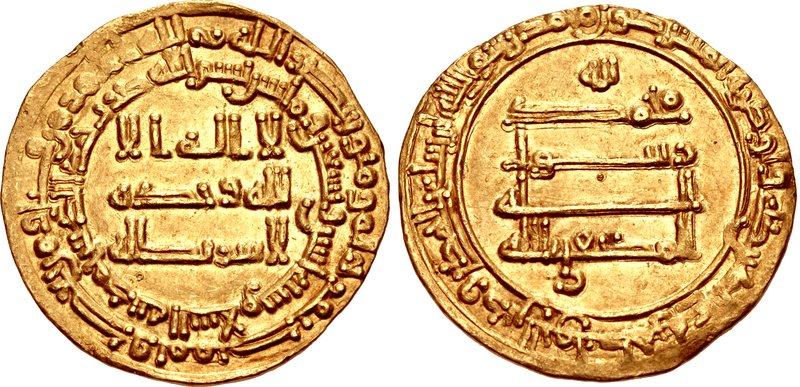
Dinar de ouro do califa abássida Almoctafi r.

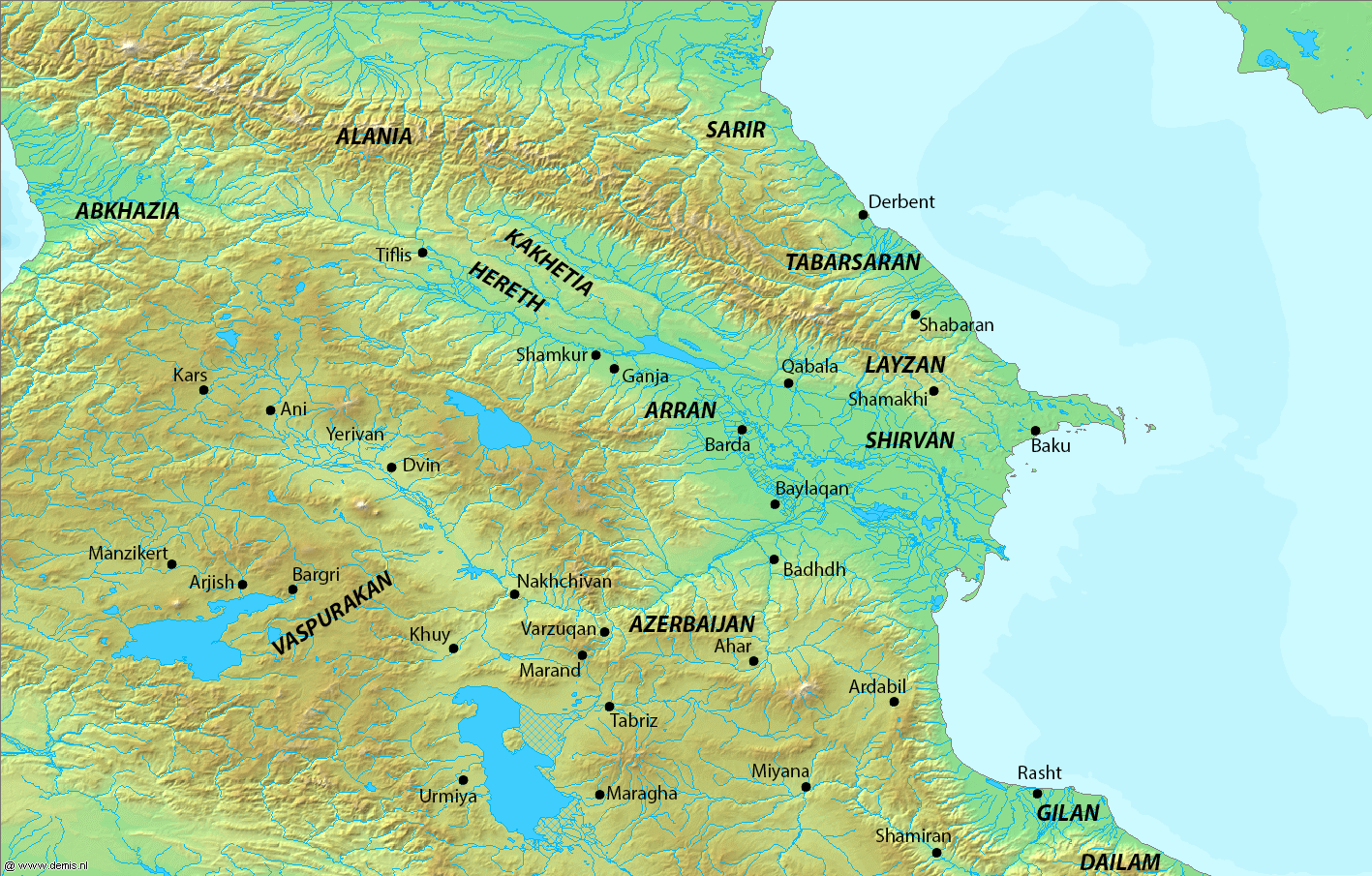
Mapa do Azerbaijão e Cáucaso

Iúçufe era filho de Abu Alçaje Deudade. Veio ao poder em 901 ao derrubar seu sobrinho Deudade ibne Maomé. Ele ergueu os muros de Maraga e mudou a capital para Ardabil. Logo depois, o bagrátida rei da Armênia, Simbácio I (r. 890–914), ofereceu-se para tornar-se vassalo direto do califa abássida Almoctafi (r. 902–908). Como isso ameaçou os interesses sájidas na Armênia, Iúçufe exigiu que Simbácio aparecesse diante dele. Quando o bagrátida recusou-se, ele invadiu a Armênia. Um acordo foi posteriormente alcançado entre os dois em 903; Simbácio recebeu uma coroa de Iúçufe, reconhecendo-o como seu senhor.
Iúçufe nunca formalizou sua relação com o califa, e eles permaneceram hostis. Em 908, um exército califal foi enviado contra Iúçufe, mas Almoctafi morreu e seu sucessor Almoctadir (r. 908–932) decidiu-se pela paz com os sájidas. O vizir de Almoctadir, Ali ibne Alfurate, foi instrumental no estabelecimento da paz; a partir de então Iúçufe considerou ibne Alfurate seu protetor em Baguedade e frequentemente nomeou-o em sua cunhagem. A paz permitiu a Iúçufe ser investido com os governos do Azerbaijão e Armênia em 909 pelo califa.
Durante o conflito entre Iúçufe e o califado, o último encorajou o rei Simbácio a opor-se aos sájidas. Depois de estabelecer suas relações com o califa Iúçufe decidiu-se por retaliação. Ele encontrou um aliado disposto no príncipe de Vaspuracânia, Cacício I (r. 904–937/943), que estava envolvido numa disputa com os bagrátidas sobre a província de Naquichevão. Cacício tornou-se vassalo de Iúçufe e o sájida deu-lhe uma coroa. Em 909, Iúçufe tomou Naquichevão e, junto com Cacício, adquiriu controle de Siunique. Ele então perseguiu Simbácio através do país, e após gastar o inverno em Dúbio, derrotou em 910 um exército comandado pelos dois filhos de Simbácio, Asócio II (r. 914–929) e Musel, no norte de Erevã. Musel foi capturado e então envenenado.
A guerra entre os sájidas e os bagrátidas continuou, durante a qual o país foi devastado e os armênios sofreram opressão religiosa nas mãos dos muçulmanos. Em torno de 913, Iúçufe conseguiu prender Simbácio em uma de suas fortalezas. Embora o cerco foi incapaz de forçar a rendição da fortaleza, Simbácio decidiu render-se voluntariamente para Iúçufe em um esforço para acabar com a guerra. Iúçufe inicialmente deixou-o ir, mas então capturou-o e prendeu-o por um ano. Durante o cerco de Erenjaque, em um esforço de convencer os defensores a se renderem, Iúçufe torturou e executou Simbácio diante das muralhas da cidade. O corpo foi então enviado para Dúbio e pendurado lá. O filho de Simbácio, Asócio, sucedeu-o como Asócio II. Iúçufe inicialmente tentou derrotá-lo também; Cacício recusou-se a cooperar e elevou o asparapetes Asócio como rei armênio rival em Dúbio. Asócio II foi capaz de ganhar a lealdade dos armênios, contudo, e também poderia contar com apoio dos bizantinos. Uma vez que Iúçufe estava tendo seus próprios problemas com o califado novamente (ver abaixo), ele fez a paz com Asócio em 917, dando-lhe uma coroa.
Em 914, Iúçufe — conhecido pelos georgianos como Abu Alcácime — também fez campanha nos territórios georgianos. Esta campanha foi uma das últimas grandes tentativas do Califado Abássida para reter seu abalado domínio dos territórios georgianos, que, naquele tempo, eram uma colcha de retalhos composta por Estados nativos e possessões muçulmanas rivais. Iúçufe fez Tiblíssi sua base de operações. Primeiro invadiu a Caquécia e tomou controle das fortalezas de Ujarma e Bochorma, mas a primeira foi então dada para o governante caquécio Círico I (r. 893–918) após seu apelo pela paz. Iúçufe então seguiu para Ibéria, apenas para ver as fortificações de Upliscique demolidas por seus defensores. De lá, o emir subiu para Mesquécia e Javaquécia. Incapaz de tomar controle da fortaleza de Tmogli, capturou a fortaleza de Queli e matou seu defensor Gobron. As fontes muçulmanas não mencionam estes eventos.

### Prisão, restauração e morte

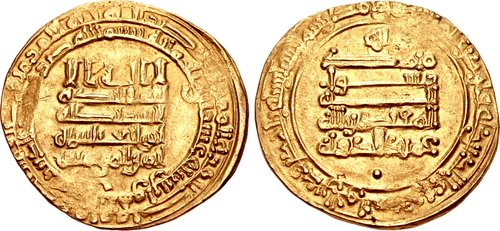
Dinar de ouro de Almoctadir r.

Após a demissão do vizir ibne Alfurate, Iúçufe começou a reter parte do tributo anual destinado ao califa. Em 915 ou 916, prendeu um emissário califal, embora mais tarde libertou-o e enviou-o de volta com presentes e dinheiro. Após ibne Alfurate readquirir o vizirado em 917, Iúçufe conquistou Zanjã, Abar, Gasvim e Ragas dos samânidas e esperou que ibne Alfurate iria aliviar as coisas com Almoctadir. O califa, contudo, enfureceu-se e enviou um exército, que derrotou-o. A chegada de um segundo exército abássida sob Munis Almuzafar obrigou Iúçufe a retirar-se para Ardabil. Embora ibne Alfurate tentou convencer Almoctadir a reconhecê-lo como governador, o califa recusou-se. Em 918, o exército abássida foi derrotado por Iúçufe próximo de Ardabil, mas em 919, o sájida foi derrotado. Iúçufe foi capturado e levado para Baguedade, onde foi preso por três anos. Durante este tempo, seu gulam fiel Subuque tomou controle do Azerbaijão e manteve a província enquanto seu mestre estava ausente, derrotando um exército abássida enviado contra ele.
Em 922, Iúçufe foi libertado e o califa investiu-o com o governo do Azerbaijão e as províncias que havia conquistado dos samânidas. Retornando ao país, soube que Subuque estava morto. Em 922/923, obrigou Cacício I a pagar pesado tributo e e mais alguns abusos, que seriam mantidos por seu sucessor. Em 924, conquistou Ragas de seu governador, que havia se rebelado contra os samânidas. Após deixar a área e ocupar Hamadã, o povo de Ragas expulsou seus oficiais. Em 925, o sájida brevemente retornou para Ragas. Em 926, Iúçufe foi confiado pelo califa com a missão de liderar campanha contra os carmatas do Barém. Em 927, apesar de ter uma grande vantagem numérica, seu exército foi derrotado próximo de Cufa. O sájida foi capturado e morreu em 928. No Azerbaijão, foi sucedido por seu sobrinho Abu Almuçafir Alfaite.